# Serment d'allégeance au drapeau des États-Unis
Pour les articles homonymes, voir Serment d'allégeance.

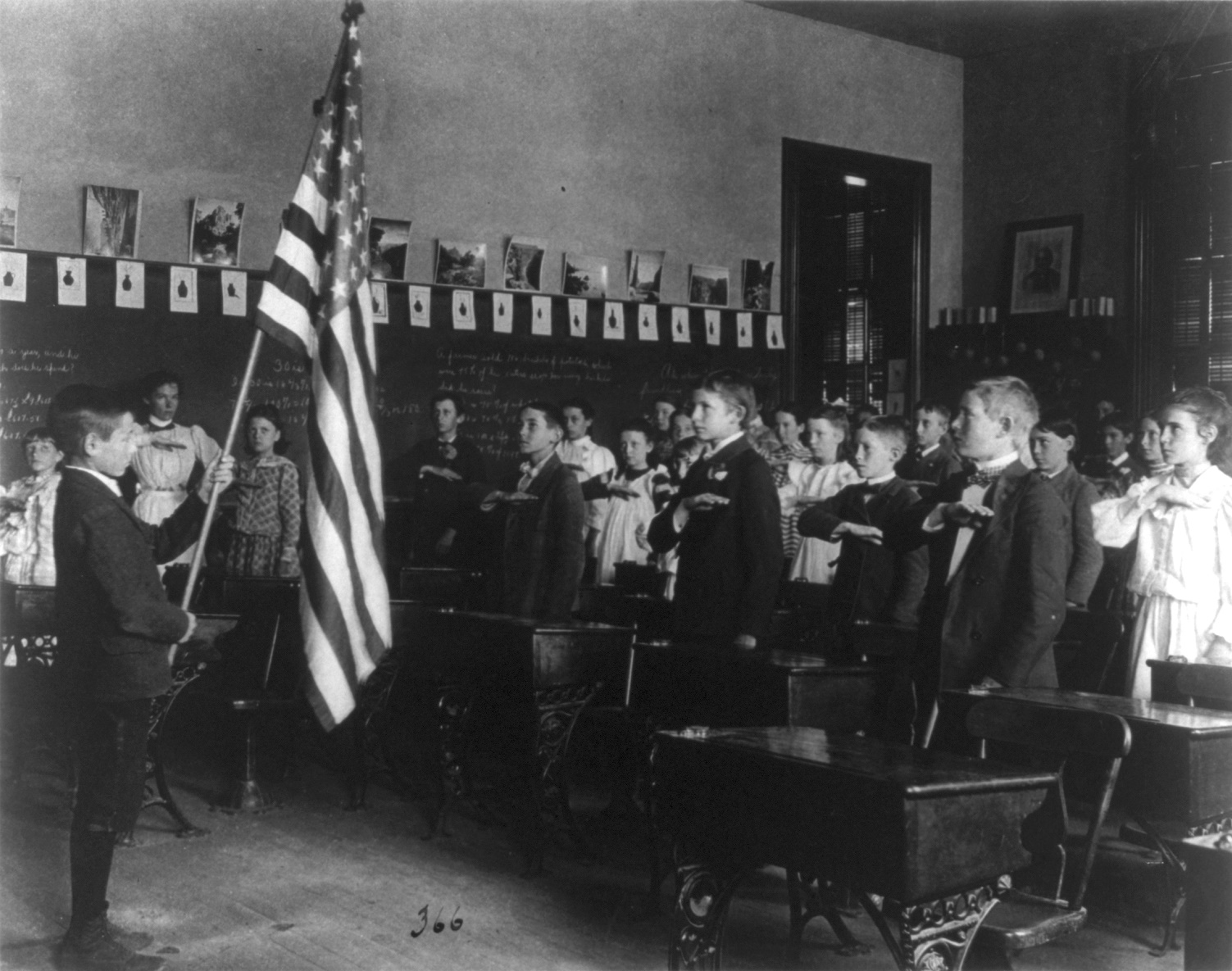
Écoliers faisant le serment d'allégeance au drapeau, en 1899.

Le serment d'allégeance au drapeau des États-Unis (Pledge of Allegiance aux États-Unis) est un serment d'allégeance au drapeau des États-Unis approuvé par une loi du Congrès datée du 18 juin 1942 : « Je jure allégeance au drapeau des États-Unis d'Amérique et à la République qu'il représente, une nation unie sous l'autorité de Dieu, indivisible, avec la liberté et la justice pour tous ». 
Le salut au drapeau et le serment d'allégeance sont distingués (voir l'arrêt de la Cour suprême Minersville School District v. Gobitis, 1940). Ainsi, jusqu'en 1942, le salut effectué était connu sous le nom de salut de Bellamy (ayant été créé par Francis Bellamy). En raison de sa proximité avec le salut hitlérien, il fut remplacé par le président Franklin Roosevelt par le nouveau salut, la main posée sur le cœur.

## Historique
Il a été publié auparavant dans une revue pour la jeunesse du Massachusetts, The Youth's Companion en 1892, pour fêter le 400e anniversaire de la découverte des Amériques par Christophe Colomb, et a été utilisé le 12 octobre 1892 pour le Jour de Christophe Colomb dans les écoles. 
Cette version, écrite par le pasteur socialiste baptiste Francis Bellamy (1855-1931), est voulue simple et directe, prononçable en quinze secondes : « Je jure allégeance à mon drapeau et à la République qu'il représente : une nation indivisible, avec la liberté et la justice pour tous. »

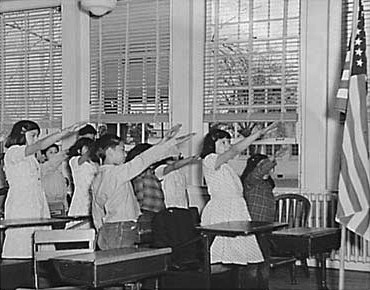
Salut de Bellamy à Hawaï en mars 1941.

Tout comme George Thatcher Balch qui en établit une ébauche en 1885, Francis Bellamy considère qu'une éducation patriotique de la jeunesse est la base pour la création d'une nation. L'objectif est donc d'instiller l'esprit patriotique chez tous les écoliers. En une année, 25 000 drapeaux sont ainsi acquis par les écoles américaines. 
Bellamy avait initialement prévu d'incorporer la devise française « Liberté, égalité, fraternité » mais craignant une polémique la remplaça par Liberté et Justice.
Cette ancienne version contenait « mon drapeau » (« my Flag ») en lieu et place de « le drapeau des États-Unis d'Amérique » (« the flag of the United States of America »). La National Flag Conference le modifia en 1923 pour éviter toute confusion de la part des immigrants ou des personnes d'origine étrangère. La référence à Dieu n'était alors pas présente et fut ajoutée par la suite.
L'arrêt Minersville School District v. Gobitis de la Cour suprême de 1940 rendit possible de rendre obligatoire le serment d'allégeance pour tous les élèves d'une école publique, y compris les témoins de Jéhovah, qui refusent pourtant de prêter serment envers tout autre que Dieu, considérant cela comme de l'idolâtrie. En 1943, cette obligation fut interdite, en raison de la liberté de parole protégée par le premier amendement.
En 1954 fut ajoutée la référence à Dieu, prise dans le discours de Gettysburg de Lincoln. Le président Eisenhower dit à ce sujet : « Nous réaffirmons ainsi la transcendance de la foi dans l'héritage et l'avenir de l'Amérique ; nous renforcerons ainsi constamment les armes spirituelles qui seront à jamais la ressource la plus puissante de notre pays en temps de paix et de guerre ».

## Protocole
Il existe à nouveau des règles de conduite pour réciter ce serment. Il est recommandé pour les personnes ne portant pas d'uniforme de se tenir au garde-à-vous, tourné vers le drapeau, la main droite sur le cœur. Les hommes doivent tenir leur chapeau, s'ils en portent un, sur l'épaule gauche de façon à avoir la main sur le cœur. Les personnes en uniforme doivent rester silencieuses et effectuer un salut réglementaire.
Ce serment n'est pas celui dit par le président le jour de son investiture. Celui-ci jure fidélité à la Constitution. 
De même, les élus (le président mis à part), fonctionnaires et personnels en uniforme prêtent serment de fidélité à la Constitution et non au drapeau selon un texte commun. Il est précisé que ce serment n'empêche pas le cumul avec un serment spécifique à la fonction occupée. Les juges fédéraux, par exemple, disent un texte supplémentaire.
Un serment différent est encore prêté par les nouveaux citoyens américains lors de leur changement de nationalité. Il s'agit là encore essentiellement d'allégeance à la Constitution.